# Чилкут (река)
Чилкут — река, протекающая в Юго-Восточной Аляске, США.

## Топология
Река берёт своё начало от слияния потоков с гор Такшанук на западе и ледника Фирби и безымянных гор на востоке. Протекая от истока около 7 км в юго-западном направлении, а затем 22 км — в юго-восточном, она впадает в озеро Чилкут, ниже которого спустя 2,5 км образует залив Чилкут в северной части Линн-Канала.
Верхнее течение реки загромождено валунами, обломками пород, брёвнами и прочим мусором природного происхождения, в связи с чем не является судоходным. Также в верхнем течении реки и её притоках запрещена рыбалка.
Озеро Чилкут, которое образует среднюю часть реки, имеет длину около 4 км, ширину около 2 км и глубину до 90 м. Земля вокруг озера в основном находится в государственной собственности. Озеро является судоходным, но имеет сложную береговую линию. Для рыбалки здесь наиболее подходящим лодочным снаряжением является каноэ.
Нижнее течение реки представляет собой небольшой поток шириной в 3,5 м и средней глубиной около 0,6 м, протекающий 2,5 км от озера Чилкут до Линн-Канала. Расход воды здесь сильно варьируется: минимум наблюдается в феврале — 1,5 м³/с, максимум — в августе — 70 м³/с.